# Andrés Aldama
Andrés Aldama Cabrera (* 9. April 1956 in Matanzas) ist ein ehemaliger kubanischer Boxer. Der Rechtsausleger war 1980 Olympiasieger im Weltergewicht.

## Werdegang
Andrés Aldama wuchs in Matanzas auf und begann dort als Jugendlicher mit dem Boxen. Zur Absicherung seines Lebensunterhaltes wurde er Mitglied der kubanischen Streitkräfte, war aber während seiner Boxerlaufbahn vom Militärdienst freigestellt. Er boxte als Senior im Halbwelter- bzw. im Weltergewicht und war für diese Gewichtsklassen mit 1,83 Metern relativ groß, was ihm aber gegen manchen Konkurrenten Reichweitenvorteile einbrachte. Sein Trainer war der ehemalige Berufsboxer Miguel Antonio Herrera.
Nach einigen Erfolgen auf nationaler Ebene bei den Junioren trat er 1976 erstmals bei den Senioren bei wichtigen Wettkämpfen positiv in Erscheinung. Bei den kubanischen Meisterschaften dieses Jahres belegte er hinter Weltmeister Emilio Correa Vaillant und José M. Pozo den 3. Platz, siegte aber bei dem wichtigen Boxturnier des kubanischen Boxverbandes „Giraldo Córdova Cardín“ in Pinar del Río, für das er in das Halbweltergewicht abtrainiert hatte, vor Secundino Ferrer. Er eröffnete sich damit die Chance, bei den Olympischen Spielen 1976 in Montreal in dieser Gewichtsklasse an den Start gehen zu können. Zur Vorbereitung auf diese Spiele startete er bei zwei Turnieren in Europa und kam dabei beim Turnier um den „Golden Belt“ in Bukarest nach einer Punktniederlage gegen Calistrat Cuțov aus Rumänien auf den 2. Platz, während er bei einem intern. Turnier in Minsk im Finale den sowjetischen Sportler Wiktor Zwerew besiegte und damit dieses Turnier gewann.
Bei den Olympischen Spielen 1976 in Montreal siegte er im Halbweltergewicht über Sebahattin Burcu aus der Türkei und über Jesus Sanchez aus der Dominikanischen Republik jeweils durch Abbruch in der 2. Runde, über József Nagy aus Ungarn durch T.KO i.d. 2. Runde u. über Wladimir Kolew aus Bulgarien durch KO i.d. 1. Runde. Im Finale unterlag er gegen Sugar Ray Leonard aus den Vereinigten Staaten aber nach Punkten und musste sich deshalb mit der Silbermedaille zufriedengeben.
In den Jahren 1977 bis 1979 und 1981 und 1982 gewann Andrés Aldama fünf kubanische Meistertitel.  1978 im Halbweltergewicht und 1977, 1979, 1981 und 1982 im Weltergewicht. In den Endkämpfen besiegte er dabei Alberto Montoya, Victor Corona, Jorge Bueno, Hilario Acea u. José Luis Hernández.
Im Jahre 1977 gewann Andrés Aldama auch den Titel bei den Central American & Caribbean Championships in Panama-Stadt im Halbweltergewicht. Im Finale besiegte er dabei Nicolas Garcia aus Nicaragua nach Punkten (5:0). 1978 war er bei der Weltmeisterschaft der Amateure in Belgrad am Start. Er siegte dort im Halbweltergewicht durch KO i.d. 3. Runde über Ildemar Paisan aus Venezuela und über Anwar Ssamsul aus Indonesien durch Abbruch i.d. 1. Runde. Im Viertelfinale unterlag er aber gegen Waleri Lwow aus der UdSSR knapp nach Punkten (2:3 Richterstimmen) und belegte deshalb nur den 5. Platz.
1979 gewann Andrés Aldama den Meistertitel bei den Panamerikanischen Spielen in San Juan, Puerto Rico. Er siegte dort im Weltergewicht im Finale über Mike McCallum aus Jamaika durch Abbruch i.d. 2. Runde.
Bei den Olympischen Spielen 1980 in Moskau startete Andrés Aldama im Weltergewicht. Er erwies sich dabei als der beste Boxer in dieser Gewichtsklasse und gewann verdientermaßen die Goldmedaille. Auf dem Weg zu dieser Medaille besiegte er Pierre Sotourney aus Benin durch T. KO i.d. 3. Runde, Israel Akopkochjan aus der UdSSR nach Punkten (3:2), Plamen Jankow aus Bulgarien durch KO i.d. 3. Runde und im Halbfinale Karl-Heinz Krüger aus der DDR nach Punkten (5:0). Im Finale setzte ihm zwar John Mugabi aus Uganda großen Widerstand entgegen, aber der Punktsieg mit 4:1 Richterstimmen für Andres Aldama war verdient.
Nachdem 1981 keine internationalen Meisterschaften anstanden, bei denen Andrés Aldmaa hätte starten können, strebte er 1982 einen Start bei der Weltmeisterschaft in München an. Obwohl er bei der kubanischen Meisterschaft José Luis Hernández geschlagen hatte, wurde ihm dieser bei dieser Weltmeisterschaft aber vorgezogen. Hernandez schied dann in München schon in der Vorrunde aus.
Andrés Aldama Cabrera beendete seine Karriere 1983.

## International Erfolge
| Jahr | Platz  | Wettbewerb                                                          | Gewichtsklasse | |
| 1976 | 1.     | „Giraldo-Córdova-Cardín“-Turnier in Pinar del Río                   | Halbwelter     | mit einem Punktsieg im Finale über Secundino Ferrer, Kuba |
| 1976 | 2.     | „Golden Belt“-Turnier in Bukarest                                   | Halbwelter     | nach einer Punktniederlage im Finale gegen Calistrat Cuțov, Rumänien |
| 1976 | 1.     | Intern. Turnier in Minsk                                            | Halbwelter     | mit einem Abbruch-Sieg i.d. 2. Runde im Finale über Wiktor Zwerew, UdSSR |
| 1976 | Silber | OS in Montreal                                                      | Halbwelter     | mit Abbruch-Siegen jeweils i.d. 2. Runde über Sabahattin Bürcü, Türkei u. Jesus Sanches, Dom. Rep., einem T.KO-Sieg i.d. 2. Runde über József Nagy, Ungarn, einem KO-Sieg i.d. 1. Runde über Wladimir Kolew, Bulgarien u. einer Punktniederlage im Finale gegen Sugar Ray Leonard, USA |
| 1977 | 1.     | „Batalla de Carabobo“ in Caracas, Venezuela                         | Halbwelter     | mit einem Punktsieg im Finale über Roosevelt Green, USA (3:2) |
| 1977 | 1.     | „Giraldo-Córdova-Cardín“-Turnier in Matanzas                        | Halbwelter     | mit einem Punktsieg im Finale über Omar Martinez, Kuba |
| 1977 | 1.     | Central American & Caribbean Championships in Panama-Stadt          | Halbwelter     | mit einem Punktsieg über Nicaron Camacho, Kolumbien, einem Abbruch-Sieg i.d. 2. Runde über Eduardo Ruiz, Panama, einem Punktsieg über Orlando Montalvo, Puerto Rico (3:2) u. einem Punktsieg über Nicolas Garcia, Nicaragua (5:0)                                                      |
| 1977 | 1.     | 13. Armee-Meisterschaft der Armeen des Warschauer Paktes in Havanna | Halbwelter     | mit einem Punktsieg im Finale über Karl-Heinz Krüger, DDR |
| 1978 | 1.     | „Giraldo-Córdova-Cardín“-Turnier in Cienfuegos                      | Halbwelter     | mit einem Punktsieg im Finale über Victor Corona (5:0) |
| 1978 | 5.     | WM in Belgrad                                                       | Halbwelter     | mit einem KO-Sieg i.d. 3. Runde über Ildemar Paisan, Venezuela, einem Abbruch-Sieg i.d. 1. Runde über Anwar Ssamsul, Indonesien u. einer Punktniederlage im Viertelfinale gegen Waleri Lwow, UdSSR (2:3)                                                                               |
| 1979 | 1.     | Strandja-Turnier in Sofia                                           | Welter         | mit einem kampflosen Sieg im Finale über Wiktor Tuschew, Bulgarien |
| 1979 | 1.     | „Giraldo-Córdova-Cardín“-Turnier in Havanna                         | Welter         | mit einem Sieg über Gheorghe Costache, Rumänien |
| 1979 | 1.     | Pan Amerikanische Spiele in San Juan, Puerto Rico                   | Welter         | mit einem Punktsieg über Wilfredo Guzman, Puerto Rico, einem Abbruch-Sieg i.d. 1. Runde über José Baret, Dom. Rep. u. einem Abbruch-Sieg i.d. 2. Runde über Mike McCallum, Jamaika |
| 1980 | 1.     | „Giraldo-Córdova-Cardín“-Turnier in Holguín                         | Welter         | mit einem Punktsieg im Finale über Ivan Merino, Kuba (5:0) |
| 1980 | 5.     | Grand Prix in Ústí nad Labem                                        | Welter         | nach einer Punktniederlage im Viertelfinale gegen Zdzislaw Nowak, Polen |
| 1980 | 1.     | Honved-Cup in Budapest                                              | Welter         | mit einem kampflosen Sieg im Finale über Jenö Danyi, Ungarn |
| 1980 | Gold   | OS in Moskau                                                        | Welter         | mit einem T.KO-Sieg i.d. 3. Runde über Pierre Sotourney, Benin, einem Punktsieg über Israel Akopkochjan, UdSSR (3:2), einem KO-Sieg i.d. 3. Runde über Plamen Jankow, Bulgarien und Punktsiegen über Karl-Heinz Krüger, DDR (5:0) u. John Mugabi, Uganda (4:1)                         |
| 1981 | 1.     | „Giraldo-Córdova-Cardín“-Turnier in Havanna                         | Welter         | mit einem Punktsieg im Finale über José Luis Hernández, Kuba |
| 1982 | 1.     | Strandja-Turnier in Jambol                                          | Welter         | mit einem Punktsieg im Finale über Bogumil Alexandrow, Bulgarien (5:0) |
| 1982 | 1.     | Chemie-Pokal in Halle (Saale)                                       | Welter         | mit einem Punktsieg über Mihai Miclos, Rumänien u. einem kampflosen Sieg im Finale über Karl-Heinz Krüger |
| 1983 | 3.     | „Giraldo-Córdova-Cardín“-Turnier in Santiago de Cuba                | Welter         | hinter José Luis Hernández u. Torsten Schmitz, DDR |

## Länderkämpfe
| Jahr | Ort      | Begegnung      | Gewichtsklasse | Ergebnis                                          |
| 1977 | Houston  | USA gegen Kuba | Halbwelter     | Punktsieger über Ronnie Shields                   |
| 1978 | Havanna  | Kuba gegen USA | Halbwelter     | Punktsieger über Georges Haynes                   |
| 1978 | New York | USA gegen Kuba | Welter         | Abbruch-Sieger i.d. 1. Runde über Clinton Jackson |
| 1979 | Havanna  | Kuba gegen USA | Welter         | Abbruch-Sieger i.d. 2. Runde über Donald Bowers   |
| 1982 | Havanna  | Kuba gegen USA | Welter         | Punktsieger über Louis Howard (3:2)               |

## Kubanische Meisterschaften
| Jahr | Platz | Gewichtsklasse | Ergebnis                                                     |
| 1976 | 3.    | Welter         | hinter Emilio Correa Vaillant u. José M. Pozo                |
| 1977 | 1.    | Welter         | mit einem Sieg im Finale über Alberto Montoya                |
| 1978 | 1.    | Halbwelter     | mit einem Punktsieg im Finale über Víctor Corona             |
| 1979 | 1.    | Welter         | mit einem Punktsieg im Finale über Jorge Bueno               |
| 1981 | 1.    | Welter         | mit einem Sieg im Finale über Hilario Acea                   |
| 1982 | 1.    | Welter         | mit einem Punktsieg im Finale über José Luis Hernández (5:0) |